# Siep Benninga
Simon Abraham (Siep) Benninga (Groningen, 12 februari 1929 – 2 december 2019) was een Nederlandse voetballer die van 1949 tot 1962 uitkwam voor GVAV.

## Carrière
Benninga speelde als centrale verdediger. Collega en vriend Menno Boon bezorgde hem de bijnaam De man met twaalf benen, omdat hij "onmogelijk te passeren was". Het hoogtepunt voor de club in de periode dat Benninga er speelde, was het behalen van de zesde plaats in de Eredivisie in 1961. Als beloning mocht het hele elftal naar Rusland.
In 1952 kwam Benninga uit voor het Noordelijk elftal.
Na zijn loopbaan als voetballer werd hij trainer van achtereenvolgens VV Bato, VV Hoogezand en FC Assen. Zijn hoogtepunt als trainer bereikte hij in 1972 toen hij met VV Drachten kampioen werd in eerste klasse. Daarna was hij nog trainer van VV Appingedam en VV Oosterparkers.